# Дијана Вукомановић
Дијана Вукомановић (Вировитица, 3. јануар 1967) је српска политичарка.

## Биографија
Матурирала је у Првој земунској гимназији 1985. године а дипломирала је на Факултету политичких наука, 1989. године. Магистрирала је 1995. године на Централно-Европском Универзитету у Будимпешти, у Мађарској и докторирала
2009. године на Факултету политичких наука, Универзитета у Београду. Објавила је преко тридесет аналитичких студија у домаћим и иностраним стручним часописима и зборницима,
У периоду од 1992—2000. године била је запослена као истраживач у Институту друштвених наука, Универзитета у Београду, да би затим током 2000. радила у Институту за политичке студије као научна сарадница. Касније је била сарадница домаћих и међународних невладиних организација. Усавршавала се током студијских боравака у Уједињеном Краљевству и САД 1997. године. Била је члан Социјалистичке партије Србије од октобра 1998. до октобра 2016. године, када напушта посланички клуб ове странке и наставља самостално деловање у Скупштини Републике Србије. Почетком фебруара 2017. године, са групом опозиционих посланика формира посланички клуб "За спас Србије - Нова Србија". Говори енглески језик.
На Осмом конгресу СПС, 2010. године, изабрана је за једну од потпредседница странке.
Напустила је СПС 2016. године, након чега је 2017. године приступила Народној странци. 2022. године је напустила Народну странку и приступила покрету Србија центар